# Cray T3E

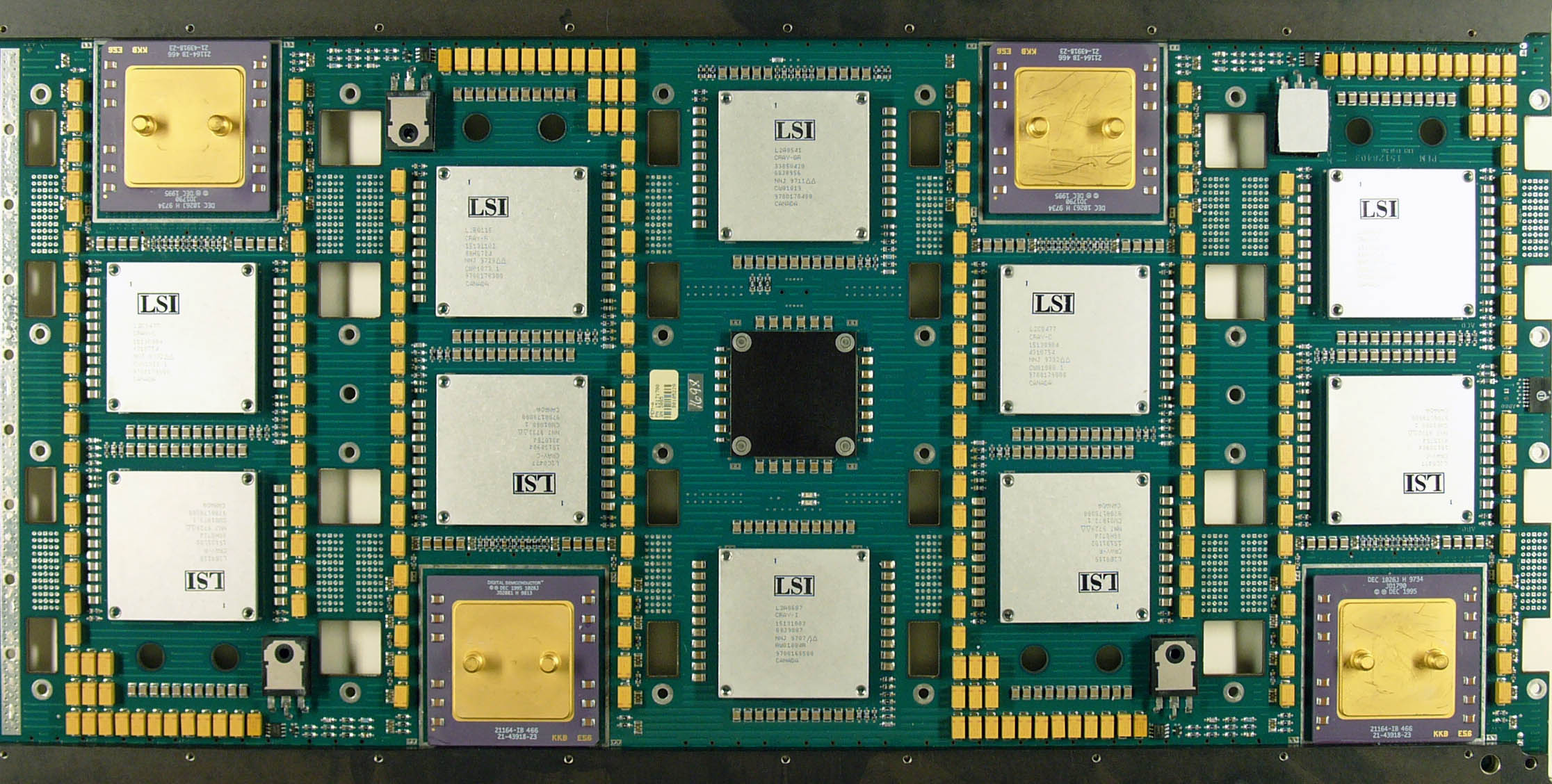
Prozessor-Platine des Cray T3E

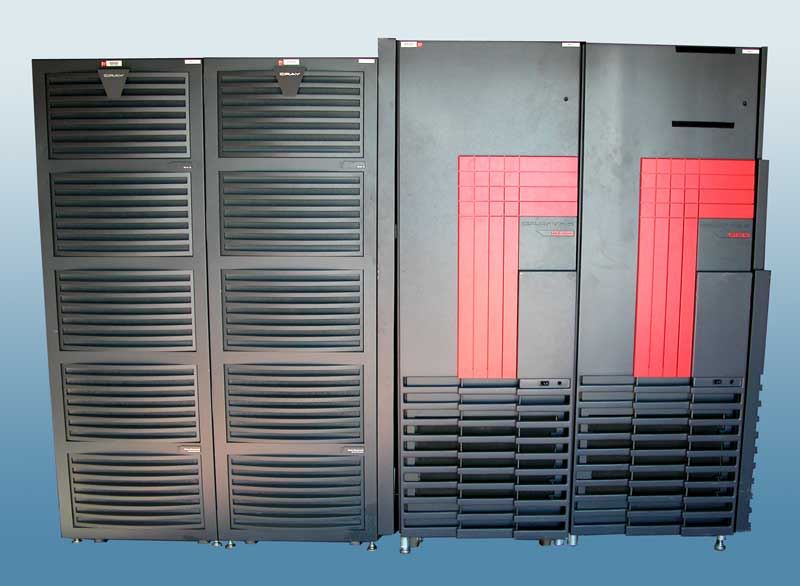
T3E-900t

Der Cray T3E ist ein massiv-paralleler Mehrprozessor-Rechner mit verteiltem Speicher (Distributed Memory MIMD), der in den 1990er Jahren von der Firma Cray entworfen wurde und 1995 das Vorgängermodell Cray T3D ablöste. Der T3E bestand aus 8 bis 2176 sog. Processing Elements (PEs), jedes bestehend aus einem mit 300 MHz getakteten DEC Alpha 21164 (EV5) Mikroprozessor, zwischen 64 MB und 2 GB RAM sowie einem 6-Wege-Switch, der über eine maximale Bandbreite von 480 MB/Sekunde in beide Richtungen verfügte. Wie beim T3D wurden die PEs so verbunden, dass sie einen dreidimensionalen Toruskörper formten.
Einer der größten Unterschiede zum T3D (und vielen anderen MPP-Systemen) lag darin, dass der T3E keinen Hostrechner mehr benötigte und selbst unter dem UNICOS/mk-Betriebssystem lief (Dessen einzelne Server wurden (wie bei MACH) auf verschiedenen PEs ausgeführt). Das I/O-Subsystem, Cray's "GigaRing", das die Netzwerk-, Disk- und Tape-I/O bereitstellte, wurde direkt in den Torus integriert.
Vom T3E existierten mehrere Versionen:
- Die originale Version, nachträglich als T3E-600 bezeichnet.
- Der T3E-900, dessen Prozessoren mit 450 MHz getaktet wurden,
- der T3E-1200 mit 600 MHz Prozessortakt,
- der T3E-1200E, bei dem die Geschwindigkeit des Speichers und der Verbindungen der PEs verbessert wurden,
- und dem T3E-1350, dessen Prozessortakt zusätzlich auf 675 MHz erhöht wurde.

Beginnend mit dem T3E-900 wurde für die PEs nicht mehr der 21164 (EV5) verwendet, sondern der schnellere 21164A (EV56).
Alle Versionen wurden sowohl luftgekühlt ("Air Cooled", AC) als auch flüssiggekühlt ("Liquid Cooled", LC) angeboten. Abhängig davon konnten 16 bis 128 PEs (luftgekühlt) oder 64 bis 2048 PEs (flüssiggekühlt) eingesetzt werden.
Ein T3E war der erste Supercomputer, der bei der Ausführung einer wissenschaftlichen Anwendung eine Leistung von über 1 TFLOPS erreichte; die Anwendung wurde 1998 auf einem T3E-1200 mit einer Konfiguration von 1480 PEs ausgeführt (siehe externer Link).